# Hotel Weißes Roß (Harzgerode)

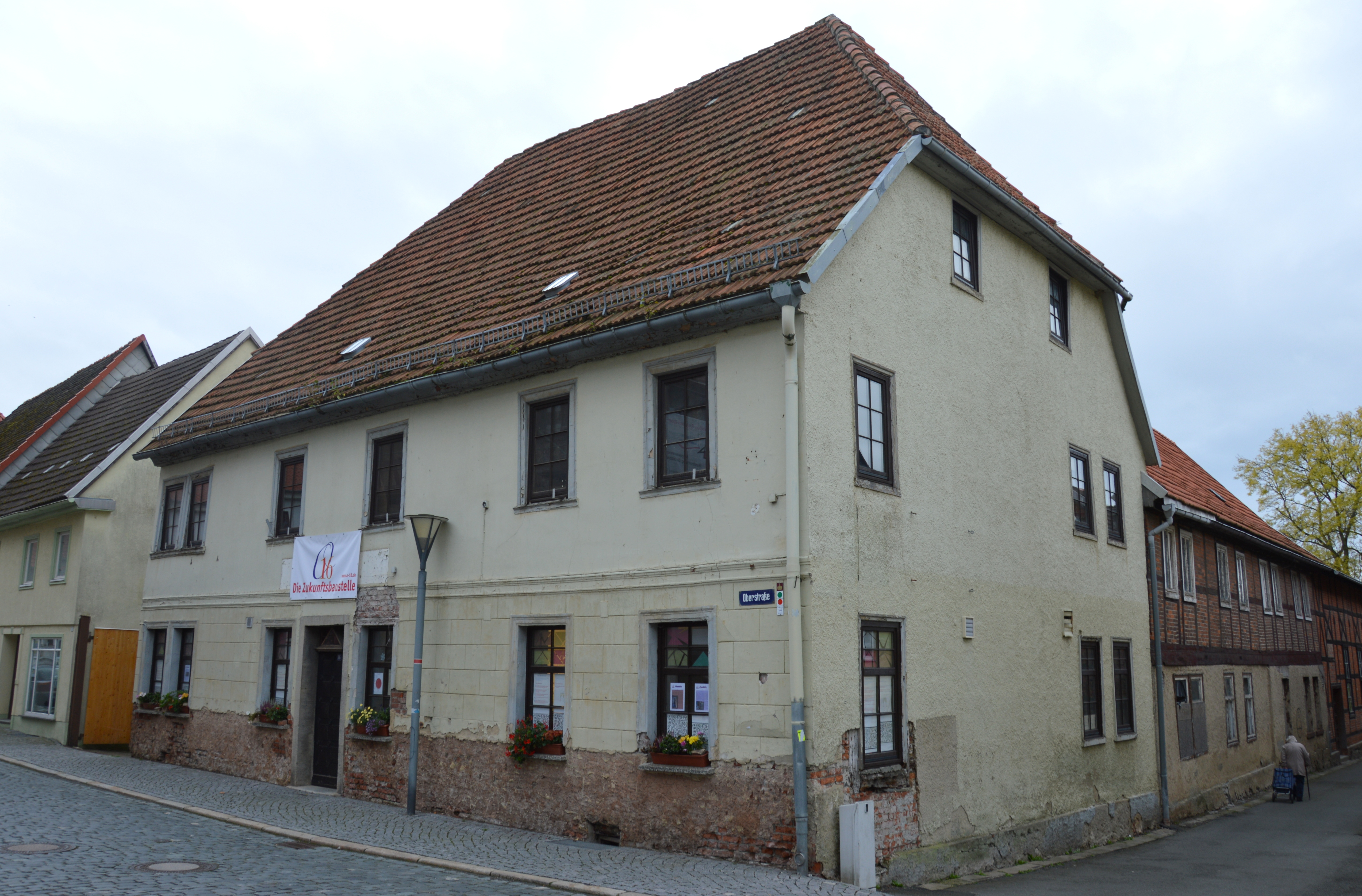
Hotel Weißes Roß

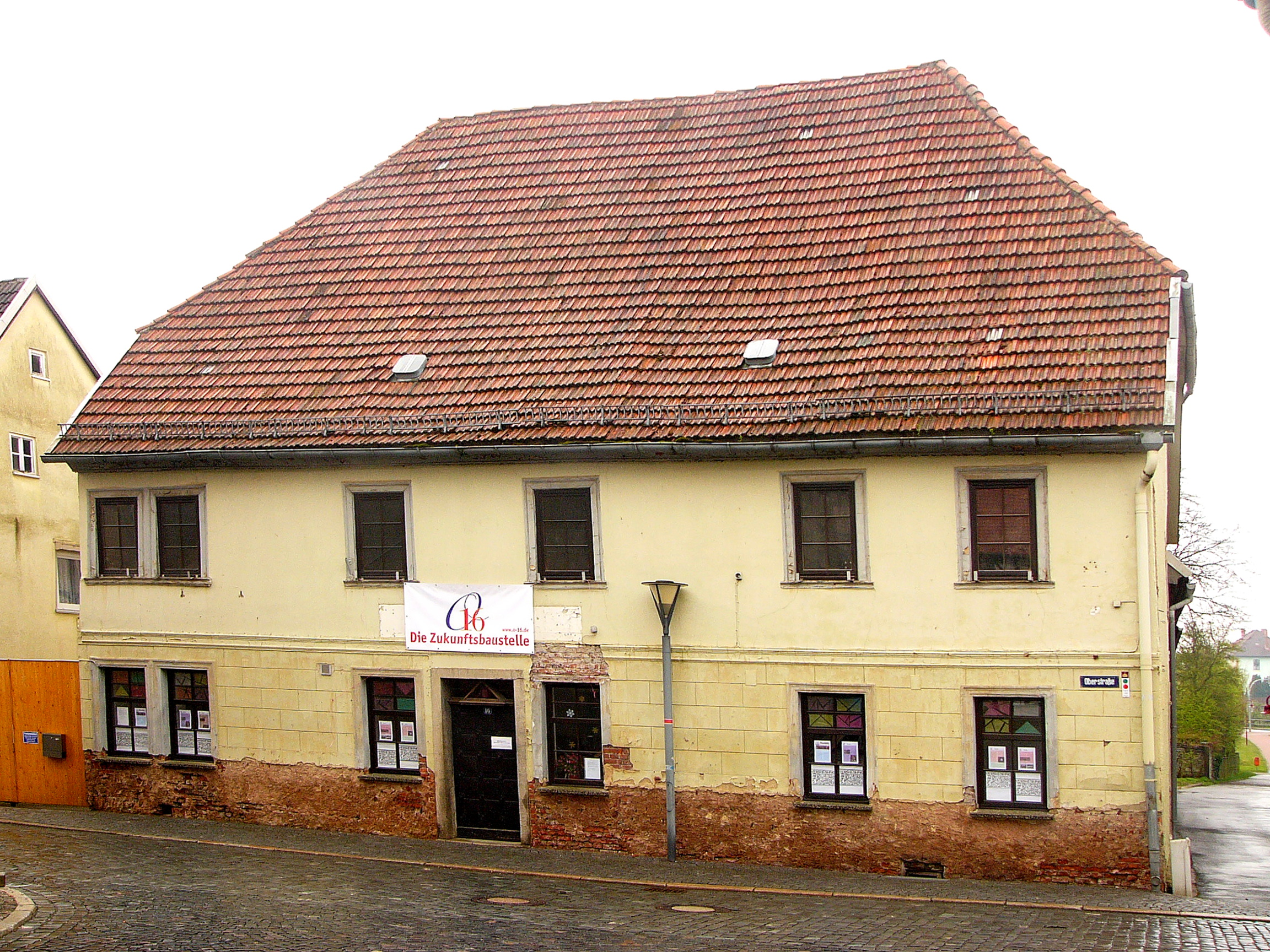
Vorderseite

Das Hotel Weißes Roß ist ein denkmalgeschütztes ehemaliges Hotel in der Stadt Harzgerode in Sachsen-Anhalt im Harz. Zum Teil besteht auch die Bezeichnung Gasthof Weisses Ross.

## Lage
Es befindet sich auf der Südseite der Oberstraße in einer Ecklage zur hier einmündenden Straße Baderpforte in der Altstadt von Harzgerode an der Adresse Oberstraße 16. Gegenüber dem Haus mündet die Straße Schloßberg.

## Architektur und Geschichte
Das große Gehöft verfügt traufständig zur Straße stehend über ein im 17. Jahrhundert in Fachwerkbauweise errichtetes Wohnhaus. Das mit einem großen Krüppelwalmdach bedeckte Gebäude wurde zum Gasthaus umgebaut. In der ersten Hälfte des 19. Jahrhunderts erfolgte eine Umgestaltung im Stil des Klassizismus. Aus dieser Zeit stammt die Putzgliederung. Die gleichfalls als Fachwerkbau ausgeführten Wirtschaftsflügel stammen vom Anfang des 19. Jahrhunderts.
Im örtlichen Denkmalverzeichnis ist das Hotel unter der Erfassungsnummer 094 84766 als Baudenkmal verzeichnet.